# Phytomyza lupinivora
Phytomyza lupinivora är en tvåvingeart som beskrevs av Sehgal 1968. Phytomyza lupinivora ingår i släktet Phytomyza och familjen minerarflugor.
Artens utbredningsområde är Alberta. Inga underarter finns listade i Catalogue of Life.